# لويز إدواردو دوس سانتوس غونزاغا
لويز إدواردو دوس سانتوس غونزاغا (بالبرتغالية: Luiz Eduardo dos Santos Gonzaga‏) (21 أبريل 1990 في البرازيل – )؛ هو لاعب كرة قدم سابق كان يلعب كمهاجم.

## وصلات خارجية
- لويز إدواردو دوس سانتوس غونزاغا على موقع رابطة كرة القدم اليابانية للمحترفين (اليابانية)
- لويز إدواردو دوس سانتوس غونزاغا على موقع قاعدة بيانات كرة القدم.إي يو (الإنجليزية)
- لويز إدواردو دوس سانتوس غونزاغا على موقع Soccerway.com (الإنجليزية)
- لويز إدواردو دوس سانتوس غونزاغا على موقع عالم كرة القدم.نت (الإنجليزية)